# Raquel Sans i Duran
|  | Aquest article tracta sobre la periodista catalana. Si cerqueu la política catalana, vegeu «Raquel Sans i Guerra». |

Raquel Sans i Duran   (Barcelona, 9 d'agost de 1974) és una periodista catalana. Llicenciada en Ciències de la informació per la Universitat Autònoma de Barcelona el 1996, ha desenvolupat la major part de la seva carrera professional a Televisió de Catalunya en l'àrea d'Informatius.
Va iniciar-se professionalment en la ràdio i la televisió en els mitjans locals de la seva ciutat. Va fer el salt a l'àmbit català el 1995 com a redactora i copresentadora del programa Dret a parlar de TVE-Catalunya, programa de Ramon Miravitllas. L'any següent es va incorporar a Televisió de Catalunya, on va treballar al Surti com surti, Un dia a la vida (1997, amb Josep Maria Bachs), La revista de la tarda (també el 1997), La revista i De vacances (1998 – 1999) i va presentar el Telenotícies matí durant el 2000. Amb L'altre món es va incorporar a Catalunya Ràdio el 2001, fins que va tornar a TVC per presentar el Telenotícies migdia (2002 – 2006).
El 2006 es va incorporar com a presentadora del Telenotícies vespre de TVC, amb Ramon Pellicer. El gener del 2011 agafà la baixa per maternitat i fou substituïda per la periodista Ariadna Oltra. El setembre del mateix any es reincorporà al Telenotícies vespre. A part del Telenotícies ha presentat altres programes de TVC, com ara El paisatge favorit de Catalunya (2009).
Del 2007 al 2009 va ser professora de periodisme a la Universitat Ramon Llull.
Entre 2014 i 2017 fou corresponsal de Televisió de Catalunya a Washington DC, en substitució d'Antoni Bassas. Al setembre de 2017 es reincorporà com a presentadora del Telenotícies de TV3.
Al gener de 2023, Raquel Sans s'estrena com a actriu a l'obra Buffalo Bill a Barcelona, escrita i co protagonitzada per Ramon Madaula i dirigida per Mònica Bofill, on entrevista el mític cowboy per aprofundir en la seva història i en el naixement del mite americà.